# Ruba Nadda
Pour les articles homonymes, voir Nadda et Nada.
Ruba Nadda, née le 6 décembre 1972 à Montréal (Canada), est une réalisatrice canadienne.
Elle a réalisé plusieurs courts métrages primés, dont Lost Woman Story, Interstate Love Story, So Far Gone et Damascus Nights avant d'écrire et de réaliser des longs métrages, dont I Always Come to You, Unsettled et Sabah. Son film Cairo Time a remporté le prix du meilleur long métrage canadien au Festival international du film de Toronto en 2009 et a été la « romance la mieux notée » sur Rotten Tomatoes en 2010. Elle est connue pour tourner des longs métrages en très peu de temps.

## Biographie
Ruba Nadda naît d'un père syrien et d'une mère palestinienne.
Nadda étudie la littérature à l'Université York à Toronto, dans l'Ontario. Elle étudie ensuite la production cinématographique à la Tisch School of the Arts de la NYU.
Nadda fait ses débuts au cinéma avec Sabah avec l'actrice Arsinée Khanjian dans le rôle-titre.
Son film suivant, Cairo Time, qui met en vedette Patricia Clarkson et Alexander Siddig, sort en 2009 et remporte le prix du meilleur long métrage canadien au Festival international du film de Toronto 2009.
En 2012, Nadda retrouve sa star de Cairo Time, Siddig, pour Inescapable, un thriller qui met également en vedette Marisa Tomei et Joshua Jackson.
Nadda sort son film Isolée (October Gale) en 2014. Le film, un thriller se déroulant dans la baie Georgienne, a comme vedette sa star de Cairo Time, Patricia Clarkson. Le film est présenté en première au Festival international du film de Toronto 2014.
En septembre 2014, Nadda annonce qu'elle retrouve Patricia Clarkson dans une série télévisée pour HBO, Elisabeth.
En septembre 2014, Nadda annonce qu'elle est enceinte de sept mois.

## Filmographie partielle

### Au cinéma
- 1997 : Wet Heat Drifts Through the Afternoon
- 1997 : Interstate Love Story
- 1997 : Do Nothing
- 1998 : The Wind Blows Towards Me Particularly
- 1998 : So Far Gone
- 1998 : Damascus Nights
- 1999 : Slut
- 1999 : Laila
- 2000 : I Always Come to You
- 2000 : Blue Turning Grey Over You
- 2000 : Black September
- 2000 : I Would Suffer Cold Hands for You
- 2001 : Unsettled
- 2004 : Aadan
- 2005 : Sabah
- 2009 : Coup de foudre au Caire (Cairo Time)
- 2012 : Inescapable
- 2015 : Isolée  (October Gale)

### À la télévision
- 2016-2017 : Killjoys
- 2016 : This Life
- 2017-2018 : NCIS : Los Angeles
- 2017-2019 : Frankie Drake Mysteries
- 2017 : Valor
- 2018 : Hawaii 5-0
- 2018 : Taken
- 2019 : Arrow
- 2019 : Roswell, New Mexico
- 2019 : The InBetween
- 2019 : Krypton
- 2020 : Lincoln : À la poursuite du Bone Collector (Lincoln Rhyme: Hunt for the Bone Collector)
- 2021 : Les Enquêtes de Murdoch (Murdoch Mysteries)
- 2021 : Hudson & Rex (saison 3, épisode 3 : Into the Wild)
- 2022 : Queens (saison 1, épisode 12 : Let the Past Be Past)
- 2022 : Riverdale
- 2022 : Tom Swift (saison 1, épisode 8 : ...And the Book of Isaac)

## Prix
- 2009 : prix du meilleur long métrage canadien au Festival international du film de Toronto 2009 pour Cairo Time
- 2010 : meilleure romance sur Rotten Tomatoes pour Cairo Time
- (en) Ruba Nadda: Awards, sur l'Internet Movie Database